# Municipalità di Kyogle
La municipalità di Kyogle è una local government area che si trova nel Nuovo Galles del Sud. Si estende su una superficie di 3.589 chilometri quadrati e ha una popolazione di 9.877 abitanti. La sede del consiglio si trova a Kyogle.